# عروسی آمریکایی
عروسی آمریکایی (به انگلیسی: American Wedding) نام یکی از سری فیلم‌های پای آمریکایی (به انگلیسی: American Pie) است که در سال ۲۰۰۳ میلادی به کارگردانی جس دایلن ساخته شده است، سبک این فیلم کمدی است.

## داستان
پس از جریانات جالبی در دوران دبیرستان و دانشگاه برای جیم و دوستانش افتاد، او اکنون تصمیم به ازدواج با میشل گرفته است در ابتدای فیلم او در زمان خواستگاری از میشل حلقه‌اش را فراموش کرد و پدرش سریعاً حلقه را آورد و در رستوران اتفاقات جالب و خنده‌داری برای جیم افتاد و او مضحکه تمام افراد حاضر در رستوران شد، اما بالاخره از میشل خواستگاری کرد و او پاسخ مثبت به جیم داد و جیم برای تدارکات عروسی آماده شد اما مشکل بزرگی وجود داشت و این دوست قدیمی‌اش استیفلر بود که همچنان باعث شرمساری می‌شد و جیم و دوستان دیگرش (کوین و فینچی) درصدد اصلاح استیفلر آمدند و تاحدودی موفق شدند، در پایان استیفلر با خواهر میشل دوست می‌شود و فینچی که همواره دنبال مادر استیفلر بوده است او را می‌یابد و با او عمل جنسی انجام می‌دهد!

## شخصیت‌های اصلی
| بازیگر             | شخصیت              |
| ------------------ | ------------------ |
| جیسون بیگز         | جیم                |
| آلیسون هانیگان     | میشل               |
| توماس ایان نیکولاس | کوین               |
| ادی کی توماس       | پائول فینچ (فینچی) |
| یوجین لوی          | پدر جیم            |